# Sokolovo, Beograd
Sokolovo (izvirno srbsko Соколово) je naselje v Srbiji, ki upravno spada pod Mestno občino Lazarevac; slednja pa je del Mesta Beograd.

## Demografija
V naselju živi 450 polnoletnih prebivalcev, pri čemer je njihova povprečna starost 36,4 let (35,8 pri moških in 37,0 pri ženskah). Naselje ima 154 gospodinjstev, pri čemer je povprečno število članov na gospodinjstvo 4,05.
To naselje je, glede na rezultate popisa iz leta 2002, večinoma srbsko.
|  |

| Demografija | Demografija     | Demografija     |
| Leto        | Št. prebivalcev | Št. prebivalcev |
| ----------- | --------------- | --------------- |
|             |                 |                 |
|             |                 |                 |
|             |                 |                 |
|             |                 |                 |
| 1948        | 663             |                 |
| 1953        | 694             |                 |
| 1961        | 665             |                 |
| 1971        | 656             |                 |
| 1981        | 629             |                 |
| 1991        | 608             | 589             |
| 2002        | 668             | 623             |
|             |                 |                 |

| Etnična sestava po popisu iz leta 2002 | Etnična sestava po popisu iz leta 2002 | Etnična sestava po popisu iz leta 2002 | Etnična sestava po popisu iz leta 2002 | Etnična sestava po popisu iz leta 2002 |
| -------------------------------------- | -------------------------------------- | -------------------------------------- | -------------------------------------- | -------------------------------------- |
| Srbi                                   | Srbi                                   |                                        | 537                                    | 86,19%                                 |
| Romi                                   | Romi                                   |                                        | 78                                     | 12,52%                                 |
| Črnogorci                              | Črnogorci                              |                                        | 2                                      | 0,32%                                  |
| Romuni                                 | Romuni                                 |                                        | 1                                      | 0,16%                                  |
| Makedonci                              | Makedonci                              |                                        | 1                                      | 0,16%                                  |
| Neznano                                | Neznano                                |                                        | 4                                      | 0,64%                                  |